# Baby-Sittor
Pour les articles homonymes, voir Pacificateur (homonymie) et Pacifier (homonymie).
Pour plus de détails, voir Fiche technique et Distribution.
Baby-Sittor ou Le Pacificateur au Québec (The Pacifier) est un film américain, sorti en 2005.

## Synopsis
Shane Wolfe est un Navy Seal qui commande une mission consistant à récupérer un professeur enlevé par des miliciens serbes et armés. Il prend donc le contrôle d'une équipe qui intercepte l'ennemi, qui tentait de s'enfuir en bateau. Après un rude combat, les soldats récupèrent le professeur. Alors qu'il s'apprête à embarquer, plus loin, dans l'hélicoptère qui doit le ramener, le professeur demande à passer un coup de fil à sa famille, pour les rassurer. Le professeur monte dans l'hélicoptère, mais reçoit une balle, qui le tue sur-le-coup.
Deux mois plus tard, Shane sort d'une longue convalescence. On lui confie une mission d'un tout autre style : il doit surveiller les enfants du professeur. En effet, ce dernier travaillait sur le programme Ghost, une arme permettant de couper le contact entre un pays et ses satellites, afin de le priver de l'arme nucléaire... Le professeur avait un coffre en Suisse, et, alors que le supérieur de Shane va accompagner sa veuve afin de récupérer le contenu du coffre, ce dernier doit surveiller la maison contre d'éventuels agresseurs qui y chercheraient le programme Ghost. Il doit ainsi surveiller les enfants.
Shane impose à tous une discipline militaire, stricte. Il est haï de tous, la nourrice du bébé part et il se retrouve seul à gérer toute la maisonnée. Shane va néanmoins progressivement s'attendrir. Pour divertir les enfants, il deviendra professeur de lutte, mettra en scène une pièce de théâtre, apprendra la conduite à l'aînée... et tombera amoureux de la proviseure de l'école des enfants, également membre de l'armée. Se présentent alors deux mystérieux ninjas, qui attachent les enfants alors que Shane était absent. 
Pendant ce temps, la veuve du professeur finit par triompher du coffre qui contient en fait une clé. Shane, après avoir neutralisé les deux ninjas, tombe en décoinçant la patte du canard domestique, sur un passage souterrain dans le garage. Le lien est vite établi, et Shane comme son supérieur s'y précipitent.
Ils sont alors attaqués par les voisins, asiatiques, qui étaient sans doute les deux ninjas. Shane réussit à les éliminer, mais s'étonne de leur intérêt pour l'affaire. Tout s'explique par le changement soudain de camp de son supérieur, en réalité à la solde de la Corée du nord. Les enfants arrivent à se libérer et vont chercher la police. Shane, quant à lui, doit passer des pièges afin d'atteindre le bout du souterrain où le système Ghost est conservé.
Shane, même s'il doit quitter les enfants, devient le nouveau professeur de lutte de l'école, restant ainsi près de la proviseure.

## Fiche technique
- Titre original : The Pacifier
- Titre français : Baby-Sittor
- Titre québécois : Le Pacificateur
- Réalisation : Adam Shankman
- Scénario : Thomas Lennon et Robert Ben Garant
- Direction artistique : Linda DeScenna et Arvinder Grewal
- Décors : Ric McElvin et Steve Shewchuk
- Costumes : Christopher Hargadon et Kirston Leigh Mann
- Photographie : Peter James
- Montage : Christopher Greenbury
- Musique : John Debney
- Production : Gary Barber, Roger Birnbaum, Derek Evans, Jennifer Gibgot, Jonathan Glickman, Garrett Grant, Adam Shankman et George Zakk
- Sociétés de production : Walt Disney Pictures et Spyglass Entertainment
- Pays d'origine : États-Unis
- Langue originale : anglais
- Format : couleurs - 35 mm - 2,35:1 - son DTS / Dolby Digital / SDDS
- Genre : comédie, enfants
- Durée : 95 minutes
- Budget : 56 millions $
- Dates de sortie : 
  -  États-Unis : 4 mars 2005
  -  Belgique : 6 avril 2005
  -  France : 8 juin 2005

## Distribution

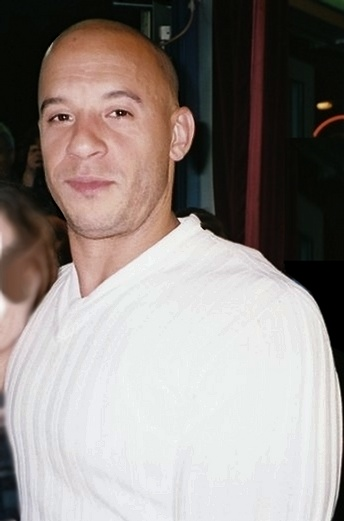
Vin Diesel à l'avant première à Munich.

- Vin Diesel (V. F. : Guillaume Orsat ; V. Q. : Marc-André Bélanger) : Shane Wolfe
- Lauren Graham (V. F. : Ivana Coppola ; V. Q. : Valérie Gagné) : proviseure Claire Fletcher
- Faith Ford (V. F. : Danièle Douet ; V. Q. : Élise Bertrand) : Julie Plummer
- Brittany Snow (V. F. : Noémie Orphelin ; V. Q. : Stéfanie Dolan) : Zoe Plummer
- Morgan York (V. F. : Florine Orphelin ; V. Q. : Rosemarie Houde) LuLu Plummer
- Max Thieriot (V. F. : Elliot Weill ; V. Q. : Nicolas Bacon) : Seth Plummer
- Chris Potter (V. F. : Guy Chapelier, VQ : Alain Zouvi) : capitaine Bill Fawcett
- Carol Kane (V. F. : Régine Teyssot ; V. Q. : Claudine Chatel) : Helga
- Brad Garrett (V. F. : Pascal Renwick ; V. Q. : Pierre Chagnon) : le vice-principal Dwayne Murney
- Scott Thompson (V. F. : Jean-Pierre Leroux) : le directeur
- Tate Donovan (V. F. : Guillaume Lebon) : Howard Plummer
- Christian Laurin : Marcel
- Anne Fletcher : Liesel
- Gabriel Antonacci : le capitaine von Trapp
- Kegan Hoover : Peter Plummer
- Logan Hoover : Peter Plummer
- Bo Vink : Baby Tyler Plummer
- Luke Vink : Baby Tyler Plummer
- Cade Courtley : Wyatt
- Allison Lynn : Maria Rainer
- Denis Akiyama (en) : Mr Chun
- Mung-Ling Tsui : Mme Chun
- Mary Pitt : Brigitta
- Dan Sutcliffe : Friedrich
- Vanessa Cobham : Gretl
- Jordan Allison : Kurt
- Rachael Dolan : Louisa
- Charlotte Szivak : Marta
- Toya Alexis : la mère abbesse

## Accueil

### Critiques
Sur Rotten Tomatoes, un agrégateur d’évaluations, le film a obtenu un taux d’approbation de 20 % des 129 évaluations, avec une note moyenne de 3,7⁄10. Le consensus critique du site est le suivant : "Vin Diesel parodie son image de dur à cuire pour le public familial, mais le résultat n'est que modérément amusant, indiquant "des critiques généralement défavorables". Les spectateurs interrogés par CinemaScore ont attribué au film une note moyenne de "A–" sur une échelle de A + à F.
Sur Metacritic, le film a un score de 30⁄100 basé sur 27 critiques, indiquant des "critiques généralement défavorables".
L'accueil en France est aussi négatif, le site Allociné lui attribue une moyenne de 2.1⁄5.

### Box-office
Contrairement aux critiques négatives, le film a connu un grand succès remboursant largement son budget de 56 000 000 dollars.
En Amérique du Nord, le film récolte 113 086 868 dollars et au niveau mondial, le film totalise 198 636 868 dollars.
En France, le résultat est aussi bon avec 755 306 entrées.
| Pays ou région    | Box-office      | Date d'arrêt du box-office | Nombre de semaines |
| ----------------- | --------------- | -------------------------- | ------------------ |
| États-Unis Canada | 113 086 868 $   | 14 juillet 2005            | 19                 |
| France            | 755 306 entrées | -                          | -                  |
| Total mondial     | 198 636 868 $   | -                          | -                  |

## Distinctions

### Récompenses
- ASCAP Awards :
  - Top Box Office Films pour John Debney

### Nominations
- Teen Choice Awards :
  - Meilleur acteur dans un film de comédie pour Vin Diesel
  - Meilleur film de comédie
- Taurus World Stunt Awards : 
  - Meilleure scène de combat pour Troy Robinson, Peng Zhang et Ming Jian Huang
- Young Artist Awards :
  - Meilleur jeune acteur dans un second rôle pour Max Thieriot

## Autour du film
- A la moitié du film, Shane et les enfants regardent un extrait du film Ghost. Il est aussi fait mention du fim la mélodie du bonheur.